# 湘南学院
湘南学院（英語: Xiangnan University）は、中国湖南省郴州市に本部を置く中国の公立大学。1912年創立、2003年大学設置。
2019年11月時点では、学校の面積は1763.27畝、建築面積は74.54万平方メートル、生徒数約19,532人、教職員1,178人。

## 略歴
- 湘南学院の起源は、1912年に湖南省政府が設立した湖南省第三女子師範学校。1926年、「湖南省立第三初級中学」と改称。1928年、「湖南省立第六中学」と改称。1934年、「湖南省立衡陽女子中学」と改称。1941年、「湖南省立第三師範学校」と改称。1945年、湖南省立第三師範学校·湖南省立第二師範学校·湖南省立第十一師範学校を併合し、新制の湘南聯合師範となる。1945年、「湖南省立第三師範学校」と改称。1953年、「郴州師範学校」と改称。2003年、郴州師範学校が合併し「郴州師範高等専科学校」設立。

- 1950年、郴州地区衛生学校設立。1994年、「郴州医学高等専科学校」と改称。

- 1958年、郴州師専設立。1962年、郴州師専閉校。1978年、郴州師専復校。1989年、「郴州師範高等専科学校」と改称。

- 1979年、郴州地区教師進修学院設立。1992年、「郴州教育学院」と改称。

- 2003年、郴州師専·郴州医専·郴州教育学院·郴州師範が合併し「湘南学院」設立[2][3]。

- 2013年、学校創立記念100週年式典を挙行[4]。

## 基礎データ

### 所在地
- 王仙嶺校区
- 北湖校区

### 校訓
- 「明徳·博学·創新·篤行」

### 校歌
- 「校園春光美」。胡湘南、范源登作詞・王佑貴作曲

## 組織
「学院」も「系」も日本の大学の学部にほぼ相当する。「学部」は「学院」と「系」の上の編成で、実体はなく、日本の「学部」とは位置付けが異なっている。妙訳がないのでそのまま記す。
- 文学·新聞傳播学院
- 外国語学院
- 美術·設計学院
- 音楽学院
- 電子信息·電気工程学院
- 数学·金融学院
- 体育学院
- 軟件·通信工程学院
- 経済·管理学院
- 法学系
- 化学·生命科学系
- 臨床医学系
- 護理学系
- 医学影像系
- 預防医学·医学検査系
- 国際教育学院
- 継續教育学院

## 附属機関

### 附属医院
- 湘南学院附属医院

### 附属図書館
- 湘南学院図書館、蔵書数は全館合計で約134万冊

## 大学の人物一覧

### 教授
- 学長：曹石珠
- 党委書記：肖地楚

## 対外関係
2014現在、全部で20余国9大学・機関と交流協定を結んでいる。
- 台湾
  - 国立台湾師範大学
- アメリカ合衆国
  - Frostburg State University（英語: Frostburg State University）
- イギリス
  - アングリア・ラスキン大学（英語：Anglia Ruskin University）
  - ウスターシャー大学（英語: University of Worcester）
- 韓国
  - 亜洲大学校
- オーストラリア
  - キャンベラ大学
- カナダ
  - 創智学院
- ケニア
  - ナイロビ大学
- ニュージーランド
  - オークランド商学院